# Muro de Ágreda
Muro, conocido previamente como Muro de Ágreda es una localidad de la provincia de Soria, partido judicial de Soria,  comunidad autónoma de Castilla y León, España. Pueblo de la comarca del Moncayo que depende del Ayuntamiento de Ólvega.

## Historia
El Censo de Pecheros de 1528, en el que no se contaban eclesiásticos, hidalgos y nobles, registraba la existencia 38 pecheros, es decir unidades familiares que pagaban impuestos.
Lugar que durante la Edad Media perteneció a la Comunidad de villa y tierra de Ágreda.
A la caída del Antiguo Régimen la localidad se constituye en municipio constitucional, entonces conocido como Muro en la región de Castilla la Vieja, partido de Soria que en el censo de 1842 contaba con 61 hogares y 240 vecinos.

## Geografía humana

### Demografía
| Gráfica de evolución demográfica de Muro de Ágreda entre 1842 y 1970 |
| |
| Población de derecho según los censos de población del INE Población de hecho según los censos de población del INEEn estos censos se denominaba Muro: 1842, 1857 y 1860 Entre el censo de 1981 y el anterior, este municipio desaparece porque se integra en el municipio 42134 (Olvega) |

En el año 2000 contaba con 198 habitantes, concentrados en el núcleo principal, pasando a 58 en 2014.Con fecha 19 de octubre de 2018, las personas censadas en Muro son 126.

## Lugares de interés
- Castillo de Muro.
- Muralla romana perteneciente a la antigua ciudad de Augustóbriga y que fue reaprovechada durante la ocupación musulmana.
- Yacimiento de Augustóbriga.
- Iglesia de San Pedro, protogótica del siglo XIII aprovechando una torre de origen bereber.
- Fuente romana.
- Puente medieval de los siglos XIII-XIV.
- Despoblado de Conejares.

## Fiestas
- Santísimo Cristo del Consuelo, 30 de abril, pero la fiesta se celebra el primer fin de semana de marzo.
- Virgen del Rosario, antes se celebraban el primer domingo de octubre, trasladándose posteriormente al 8 de septiembre y celebradas en la actualidad el penúltimo sábado de agosto. Son las más multitudinarias ya que al celebrarse en verano, se han convertido en las fiestas principales.

## Galería de imágenes

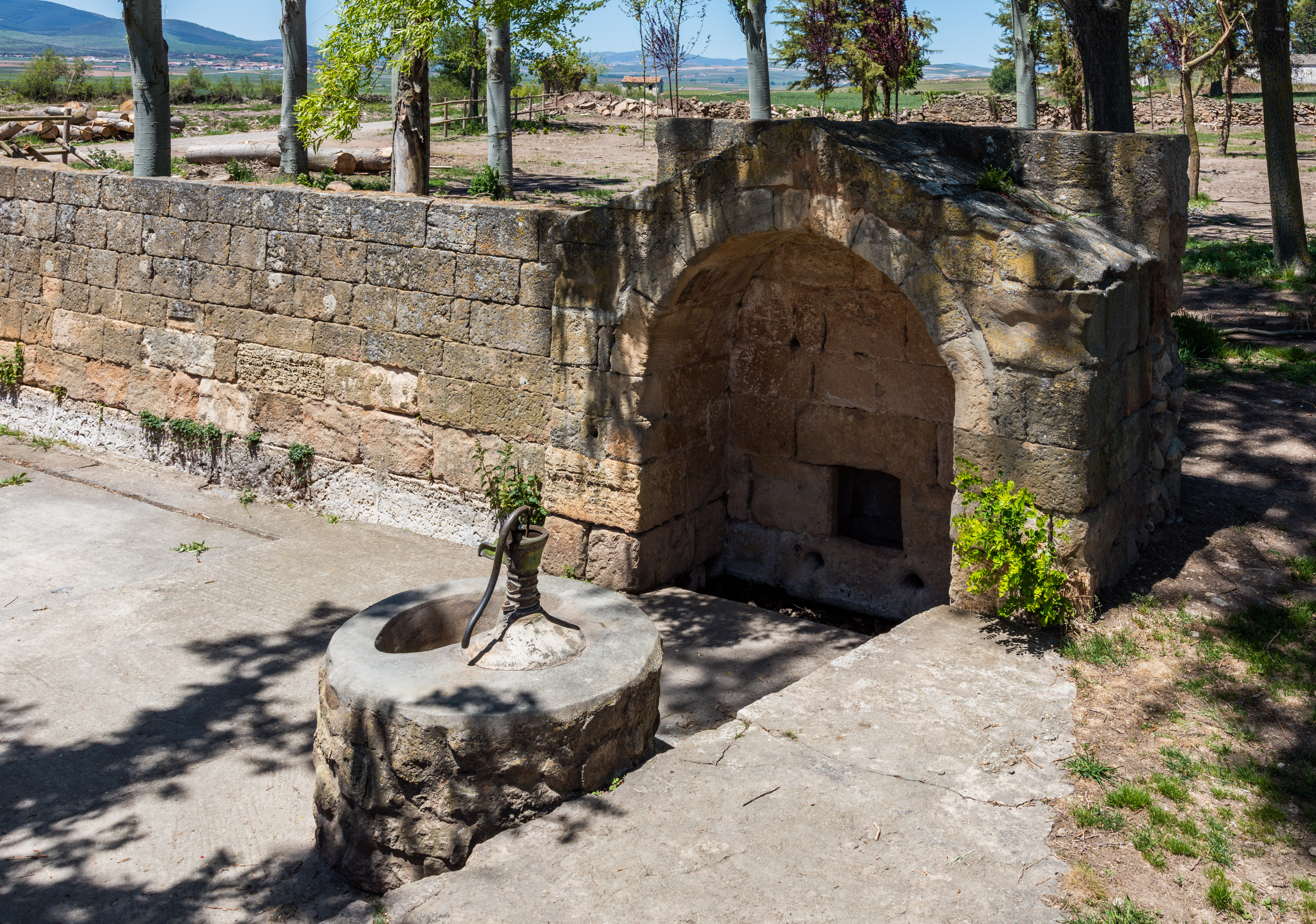
Fuente romana.
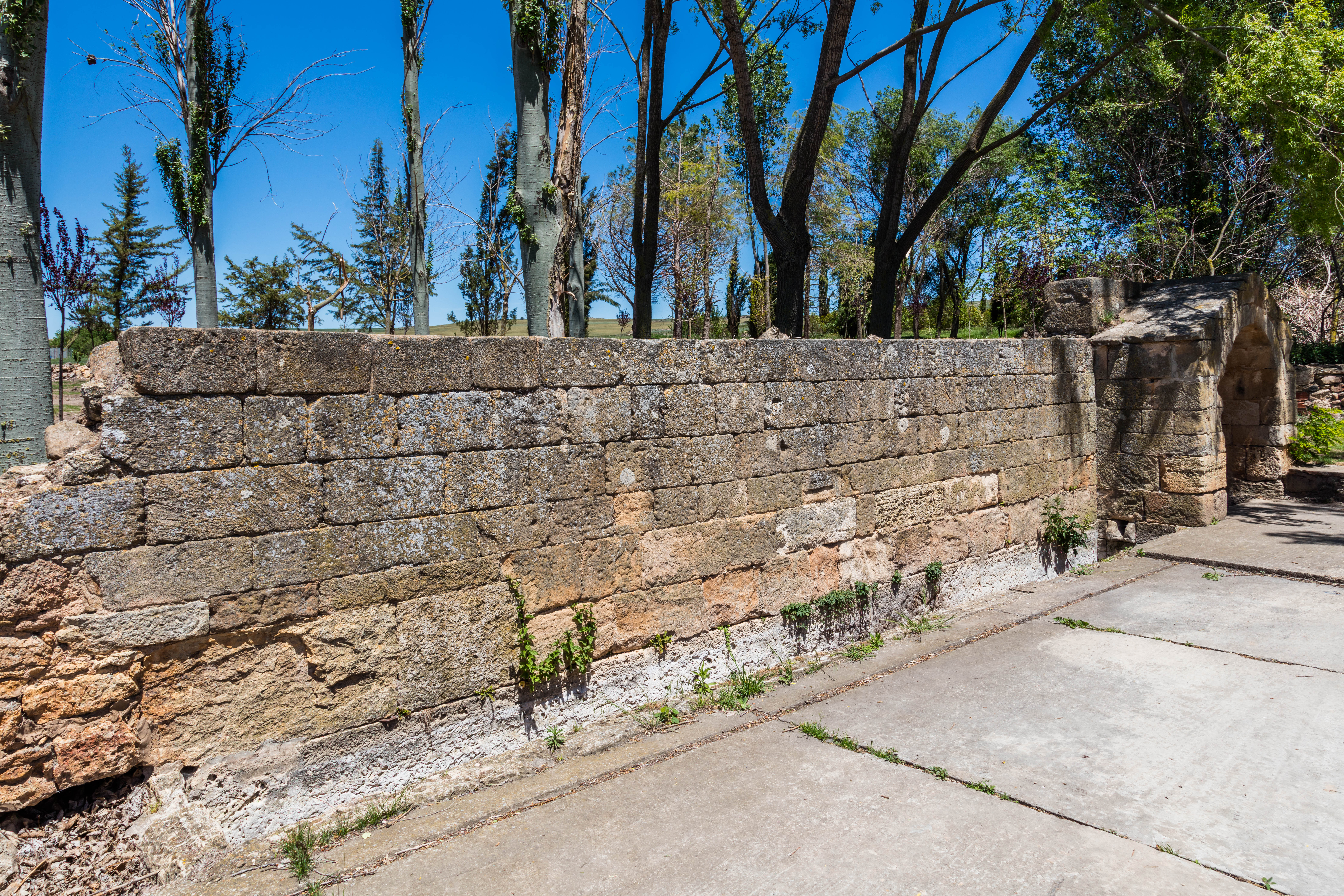
Otra vista de la fuente.
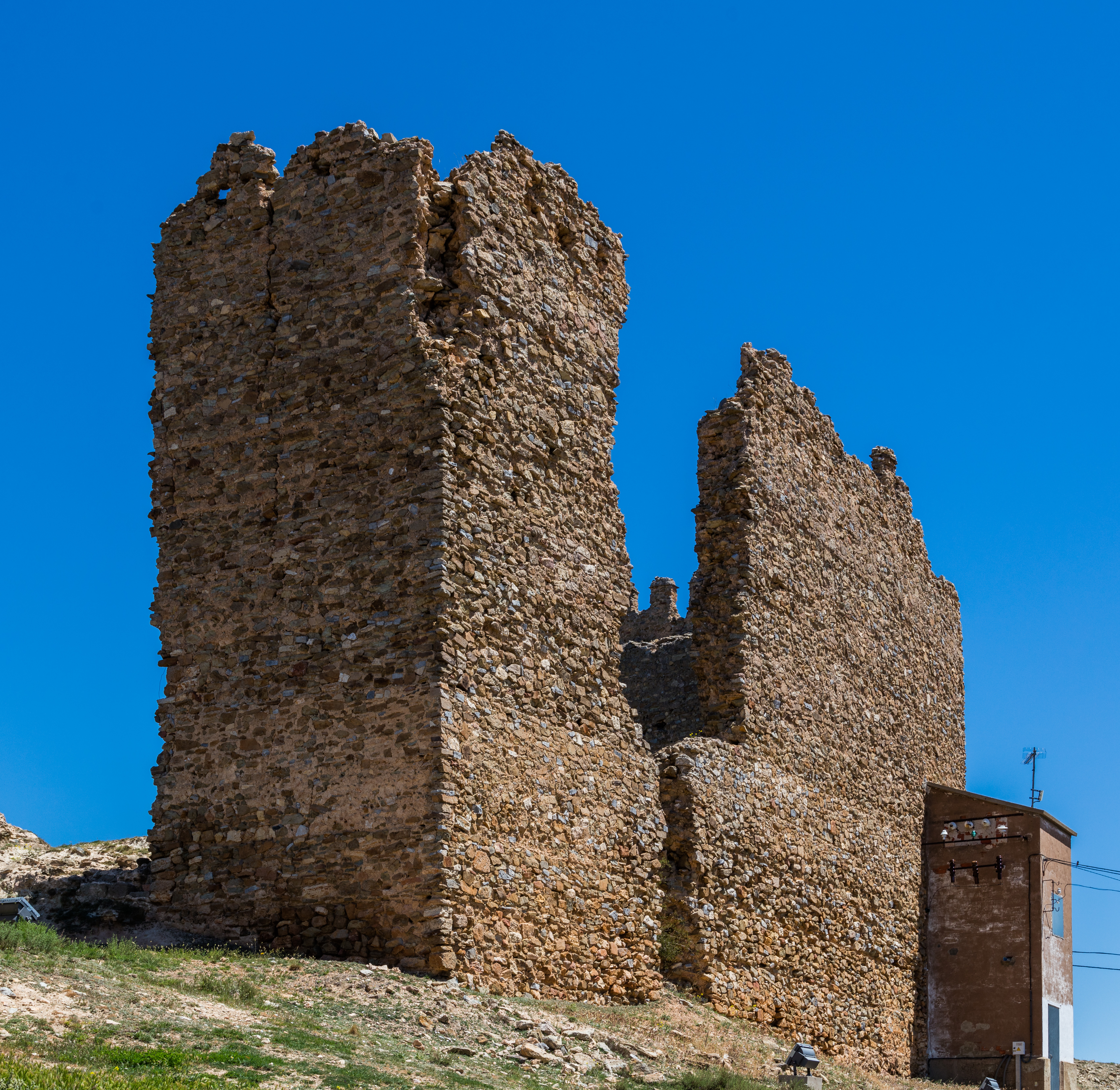
Castillo.
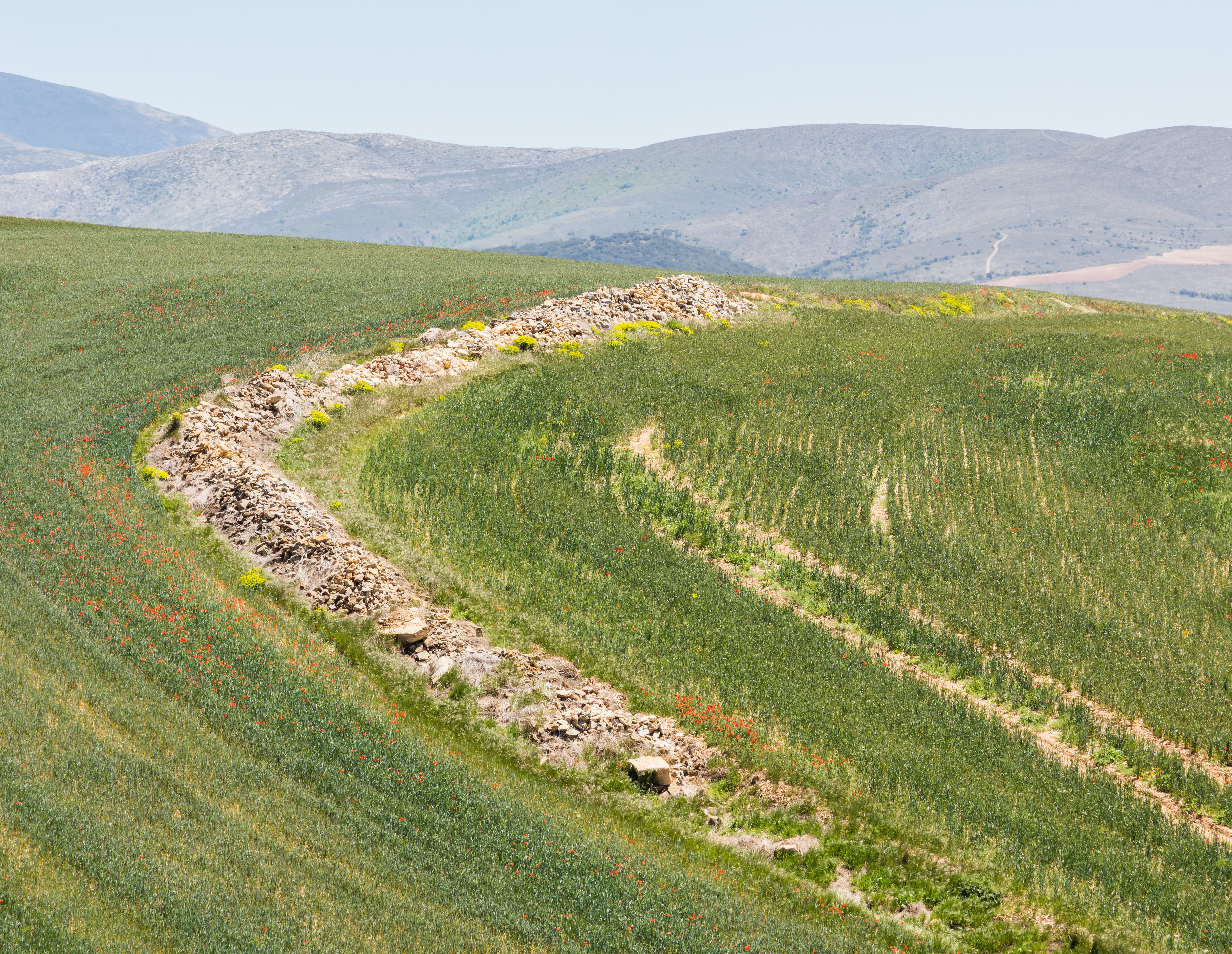
Restos del muro de Augustóbriga.